# 脱核 (微生物学)
微生物学の文脈では、脱核（だっかく、英: enucleation）または除核（じょかく）とは、細胞の核を取り除き、それを別の核と置き換えることを指す。これは主にクローニングに用いられるほか、植物や動物の交配種を作成するためにも使用できる。

## 脱核された細胞の一覧

### ヒト
- 赤血球
- 血小板

## 参照項目
- 細胞質雑種（英語版）
- 細胞核